# سولسر و هس
سولسر و هس (انگلیسی: Solser en Hesse) یک فیلم هلندی در ژانر صامت به کارگردانی ماخیل هندریکوس لاده است که در سال ۱۹۰۰ منتشر شد.